# 旺布勒希
旺布勒希（法語：Wambrechies，法語發音：[wɑ̃bʁəʃi]）是法国上法兰西大区北部省的一个市镇，位于该省中部偏西北，属于里尔区和里尔欧洲都会区。

## 地理
旺布勒希（50°41'7"N, 3°2'55"E）面积15.47 平方千米，位于法国上法蘭西大區北部省，该省份为法国最北部的省份及最长的省份，西北濒北海，西接加来海峡省，南至埃纳省和索姆省，东与比利时接壤。
与旺布勒希接壤的市镇（或旧市镇、城区）包括：兰塞勒、邦迪、马凯特莱里尔、德勒河畔凯努瓦、圣安德烈莱里尔、韦尔兰盖姆。
旺布勒希的时区为UTC+01:00、UTC+02:00（夏令时）。

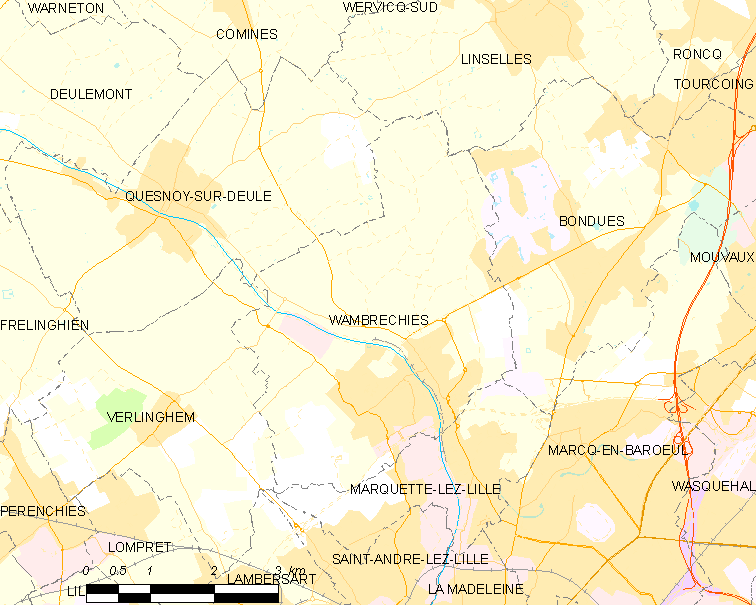
旺布勒希的OSM定位图

## 行政
旺布勒希的邮政编码为59118，INSEE市镇编码为59636。

## 政治
旺布勒希所属的省级选区为里尔第一县。

## 交通
里尔大容量公交线L1路的北端起点位于其境内。

## 人口

1962-2008年间旺布勒希人口变化图示

旺布勒希于2022年1月1日时的人口数量为10984人。